# Sedgewickville
Sedgewickville és una població dels Estats Units a l'estat de Missouri. Segons el cens del 2008 tenia 192 habitants.

## Demografia
Segons el cens del 2000, Sedgewickville tenia 197 habitants, 69 habitatges, i 54 famílies. La densitat de població era de 120,7 habitants per km².
Dels 69 habitatges en un 44,9% hi vivien nens de menys de 18 anys, en un 66,7% hi vivien parelles casades, en un 7,2% dones solteres, i en un 21,7% no eren unitats familiars. En el 17,4% dels habitatges hi vivien persones soles l'11,6% de les quals corresponia a persones de 65 anys o més que vivien soles. El nombre mitjà de persones vivint en cada habitatge era de 2,86 i el nombre mitjà de persones que vivien en cada família era de 3,26.
Per edats la població es repartia de la següent manera: un 33,5% tenia menys de 18 anys, un 6,1% entre 18 i 24, un 34,5% entre 25 i 44, un 13,2% de 45 a 60 i un 12,7% 65 anys o més.
L'edat mediana era de 30 anys. Per cada 100 dones de 18 o més anys hi havia 104,7 homes.
La renda mediana per habitatge era de 35.156 $ i la renda mediana per família de 34.464 $. Els homes tenien una renda mediana de 26.250 $ mentre que les dones 14.375 $. La renda per capita de la població era d'11.962 $. Entorn del 8,5% de les famílies i el 14% de la població estaven per davall del llindar de pobresa.

## Poblacions més properes
El següent diagrama mostra les poblacions més properes.